# Witold Kawecki (duchowny)
Witold Kawecki (ur. w 1960 w Tarnowie) – polski duchowny rzymskokatolicki, redemptorysta (CSsR), profesor nauk teologicznych, specjalista z zakresu teologii moralnej, pisarz i medioznawca.

## Życiorys
Dyrektor Instytutu Wiedzy o Kulturze i wykładowca Uniwersytetu Kardynała Stefana Wyszyńskiego w Warszawie, Instytutu Edukacji Medialnej i Dziennikarstwa, Instytutu Socjologii oraz Wyższego Seminarium Duchownego Redemptorystów w Tuchowie. Organizator specjalności Teologii Kultury, kierownik Zakładu Teologii Ewangelizacji Medialnej. Redaktor naczelny Homo Dei (1997−2002), dyrektor wydawnictwa, współzałożyciel grupy wydawniczej ORDO. 
Tłumacz z francuskiego, włoskiego i hiszpańskiego. Współpracownik Polskiego Radia i Telewizji Polskiej. Członek Stowarzyszenia Dziennikarzy Katolickich i  Stowarzyszenia Teologów i Moralistów Polskich.
W 2016 prezydent Andrzej Duda nadał mu tytuł profesora nauk teologicznych.
W jego dorobku naukowym znajdują się artykuły z zakresu teologii moralnej jak i popularnonaukowej, tłumaczenia z włoskiego, hiszpańskiego i francuskiego, redagowane serie wydawnicze oraz 22 numery zredagowanego (jako redaktor naczelny) kwartalnika „Homo Dei” (1997−2002). Jest także autorem szeregu publikacji książkowych o tematyce religijno-społecznej.
W 2017 książka Sztuka polska a Kościół dzisiaj. Analiza sztuki sakralnej w perspektywie Jubileuszu 1050. rocznicy Chrztu Polski pod jego redakcją została wyróżniona statuetką „FENIKSA” w kategorii sztuka, podczas XXIII Targów Wydawców Katolickich w Warszawie. Uroczyste rozdanie wyróżnień odbyło się 1 kwietnia w bazylice Najświętszego Serca Jezusowego w Warszawie. W maju tego samego roku pozycja została nagrodzona w kategorii „Najpiękniejsza książka roku” przez Polskie Towarzystwo Wydawców Książek.

## Odznaczenia
- Medal Komisji Edukacji Narodowej za szczególne zasługi dla oświaty i wychowania (2013)[5].

## Wybrane publikacje
- Nadzieje i zagrożenia współczesnej rodziny (redakcja), Wyd. Homo Dei, Kraków 1995
- Teologia sumienia (redakcja i tłumaczenie), Wyd. Homo Dei, Kraków 1996
- Dlaczego Kościół broni życia, Wyd. Bratni Zew, Kraków 1996
- Kościół a nowy porządek świata, Wyd. Bratni Zew, Kraków 1997
- Piękno życia chrześcijańskiego, Wyd. Homo Dei, Kraków 1999
- W stronę trzeciego tysiąclecia. Kościół wobec przemian społeczno-ekonomicznych, Wyd. Homo Dei, Kraków 1999
- Dylematy moralne współczesnego człowieka, Oficyna Wydawnicza Adam, Warszawa 2003
- Rozpoznać miłość. O kluczowych problemach chrześcijaństwa, Gaudium, Lublin 2005
- Ocalić człowieka – ocalić kulturę. Personalistyczna koncepcja teologii kultury, UKSW, Warszawa 2006
- Chrześcijaństwo a kultura (red.) UKSW, Warszawa 2006
- Jan Paweł II – człowiek Kultury, Rafael, Kraków 2008
- Słowo w kulturze współczesnej, (red.) UKSW, Warszawa 2009
- Dokąd zmierzamy? Rozmowy o życiu, wierze i świecie, Wyd. Homo Dei, Kraków 2010
- Vademecum kultury politycznej. Personalistyczna koncepcja polityki, Wyd. UKSW, Kraków 2015
- Tajemnice Caravaggia, Wydawnictwo Jedność, 2019
- Toskania jakiej nie znacie, Wydawnictwo Jedność, 2021